# Rufius Magnus Faustus Avienus
 (novembre 2019).
Si vous disposez d'ouvrages ou d'articles de référence ou si vous connaissez des sites web de qualité traitant du thème abordé ici, merci de compléter l'article en donnant les références utiles à sa vérifiabilité et en les liant à la section « Notes et références ».
Rufius Magnus Faustus Avienus (fl. 502-534/545, d. 534/545) est un homme politique de l'Empire romain.

## Biographie
Fils d'Anicius Probus Faustus. Il est consul en 502 et préfet du prétoire d'Italie en 527-528.
Il se marie en 512 avec Barbara. Christian Settipani la fait fille de Romulus Augustus, le dernier empereur romain de l'Occident. Ils ont peut-être pour fille Aviena, femme de Probus, décédé en 542 (fils d'Areobindus et de Georgia et petit-fils paternel de Flavius Areobindus Dagalaiphus et de sa femme Anicia Juliana), parents de Proba, mariée à Rogas d'où Fabia Eudocia. 